# Уто-хан

Мон роду Хосокава

Уто-хан (яп. 宇土藩, うとはん) — хан в Японії, у провінції Хіґо, регіоні Кюсю. Дочірній хан Кумамото-хану.

## Короткі відомості
- Адміністративний центр: містечко Уто повіту Уто[1](сучасне місто Уто префектури Кумамото).

- Дохід: 30 000 коку.

- Управлявся родом Хосокава, що належав до тодзама і мав статус володаря табору (陣屋). Голови роду мали право бути присутніми у вербовій залі сьоґуна.

- Ліквідований в 1870.

## Правителі
| №  | Ім'я              | Ім'я     | Роки        | Ранг, титул       | Примітки                      |
| -- | ----------------- | -------- | ----------- | ----------------- | ----------------------------- |
| 1  | Хосокава Юкітака  | 細川行孝 | 1646 — 1690 | 従五位下 丹後守   | Син Хосокави Тацутаки         |
| 2  | Хосокава Арітака  | 細川有孝 | 1690 — 1703 | 従五位下 和泉守   | Третій син Хосокави Юкітаки   |
| 3  | Хосокава Окінарі  | 細川興生 | 1703 — 1735 | 従五位下 山城守   | Старший син Хосокави Арітаки  |
| 4  | Хосокава Окісато  | 細川興里 | 1735 — 1745 | 従五位下 大和守   | Старший син Хосокави Окінарі  |
| 5  | Хосокава Окінорі  | 細川興文 | 1745 — 1772 | 従五位下 中務少輔 | Третій син Хосокави Окінарі   |
| 6  | Хосокава Тацухіро | 細川立礼 | 1772 — 1787 | 従五位下 和泉守   | Другий син Хосокави Окінорі   |
| 7  | Хосокава Тацуюкі  | 細川立之 | 1787 — 1818 | 従五位下 和泉守   | Старший син Хосокави Тацухіро |
| 8  | Хосокава Тацумаса | 細川立政 | 1818 — 1826 | 従五位下 中務少輔 | Старший син Хосокави Тацуюкі  |
| 9  | Хосокава Юкіка    | 細川行芬 | 1826 — 1851 | 従五位下 豊前守   | Другий син Хосокави Тацуюкі   |
| 10 | Хосокава Тацунорі | 細川立則 | 1851 — 1862 | 従五位下 山城守   | Другий син Хосокави Юкіки     |
| 11 | Хосокава Юкідзане | 細川立真 | 1862 — 1870 | 従五位下 豊前守   | П'ятий син Хосокави Юкіки     |